# فيدل سييرا
فيدل سييرا هو مصارع هاوي كوبي، ولد في 27 يوليو 1960 في كوبا.

## وصلات خارجية
- فيدل سييرا على موقع CageMatch worker (الإنجليزية)
- فيدل سييرا على موقع قاعدة بيانات المصارعة على الإنترنت (الإنجليزية)

- الموقع الرسمي